# Gianfigliazzi

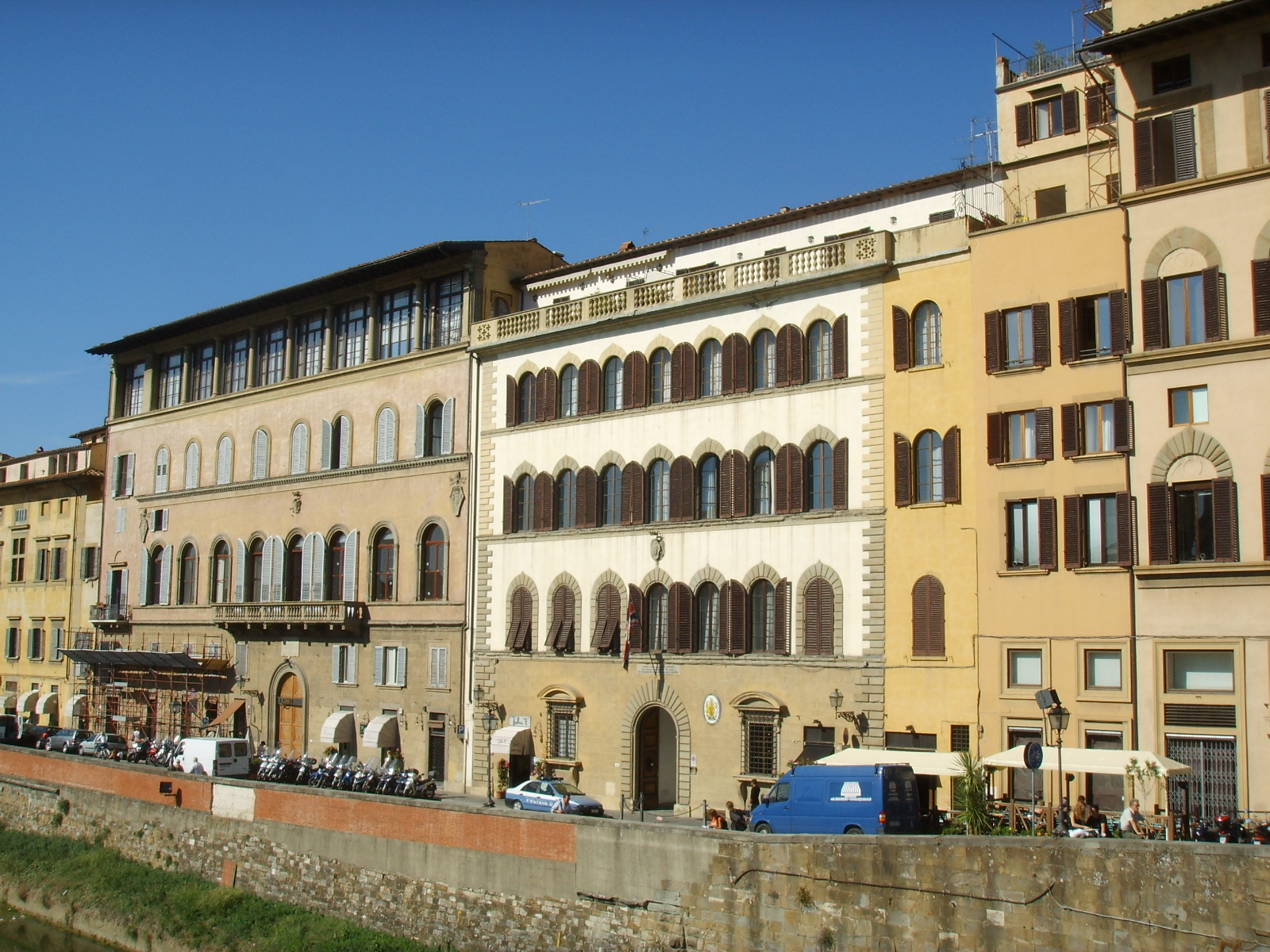
I palazzi dei Gianfigliazzi sul Lungarno Corsini, Firenze

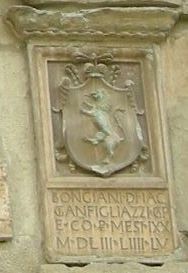
Stemma Gianfigliazzi, Arezzo

I Gianfigliazzi sono un'antica famiglia fiorentina.
Il nome familiare derivava probabilmente dalla contrazione con storpiatura del nome del patriarca Giovanni figlio di Galeazzo.

## Storia
Essi, appartenenti al "popolo" di Santa Trinita, ebbero una rapidissima ascesa sociale tra il XIII e il XIV secolo, quando divennero improvvisamente ricchissimi grazie all'attività di banchieri e commercianti.
Verso il 1215 essi videro il loro patrimonio improvvisamente accresciuto grazie alle ingenti somme di denaro che riuscirono a spillare a un loro importante debitore insolvente, il vescovo di Fiesole. Questi soldi vennero sapientemente reinvestiti nella Francia del Sud, dove assi avevano numerosi familiari impegnati nell'attività di credito. Se a Firenze essi erano normali banchieri che praticavano i tassi di interessi standard, in Francia essi, nelle loro svariate attività finanziarie e creditizie, arrivarono anche a praticare tassi fino al 266,66%, vale a dire a fronte di 3 unità di denaro ne richiedevano 11. Questa spudorata rapacità era dovuta ai rischi della piazza e alla circolazione monetaria ancora piuttosto limitata. Essi prestavano anche denaro agli studenti dell'Università di Avignone.
A Firenze ottennero intanto numerosi onori e cariche civili e verso il 1300 acquistarono la torre in Via Tornabuoni che ancora esiste e porta il loro nome, ma numerose erano le case e i palazzi nella zona, come alcuni affacciati sul lungarno vicino all'attuale Palazzo Corsini.
Dante li vedeva particolarmente negativamente, essendo egli contrario ai facili guadagni conseguiti rapidamente, che facevano perdere secondo lui quella pudicizia e quella misura alla base del buon vivere cittadino. Egli li pose nell'Inferno (XVII, vv. 58-60) tra gli usurai, dove i peccatori sono puniti da una continua pioggia infuocata: essi sono indicati solo dallo stemma familiare (un leone azzurro in campo oro) che appare su una bisaccia al collo di un dannato.
Chichibio, protagonista di una celebre novella del Decameron (Sesta giornata, IV), era cuoco di Currado Gianfigliazzi, beffato dal suo servitore.
Essi vollero ottenere il titolo di cavaliere, venendo però così estromessi dal governo della città in seguito agli ordinamenti di Giano Della Bella, che rendevano ineleggibili i nobili a favore dei membri delle Arti.
Essi entrarono nella consorteria dei Donati diventando in seguito una delle più influenti famiglie dei guelfi neri. Dino Compagni li cita nella sua Cronica (Libro III, IV).
Nel secolo successivo li troviamo imparentati con alcune importanti famiglie come gli Strozzi.
Nel Cinquecento essi avevano anche una lussuosa villa suburbana nella zona di Marignolle. Là si fermò papa Leone X al suo arrivo a Firenze nel 1515.
La famiglia nei secoli successivi perse gradualmente di importanza. Il ramo principale si estinse nel 1798, con la morte di Francesco Maria.